# Аносовское муниципальное образование
Аносовское муниципальное образование — муниципальное образование со статусом сельского поселения в Усть-Удинском районе Иркутской области России. Административный центр — Аносово.

## История
Наделено статусом сельского поселения Законом Иркутской области от 02.12.2004г.№73-оз «О статусе и границах муниципальных  образований Усть-Удинского района Иркутской области».

## География
Поселение расположено в западно-центральной части Усть-Удинского района. С севера граничит с Аталанским муниципальным образованием. С востока со Среднемуйским муниципальным образованием, с юга с Ключинским муниципальным образованием, с запада по водоразделу Братского водохранилища с Кумарейским муниципальным образованием Балаганского района Иркутской области. Отдаленность от районного центра составляет 200км. Численность населения составляет 447 человек. Общее количество жилых домов составляет 245. Площадь территории составляет 134215,17га.

## Население
| 2010 | 2011 | 2012 | 2013 | 2014 | 2015 |
| ---- | ---- | ---- | ---- | ---- | ---- |
| 616  | ↘613 | ↘600 | ↘584 | ↘571 | ↘550 |
| 2016 | 2017 |      |      |      |      |
| ↘523 | ↘516 |      |      |      |      |

По результатам Всероссийской переписи населения 2020 года численность населения муниципального образования составила 386 человек.

## Состав
В состав муниципального образования входят населённые пункты
- Аносово[9]